# Steve Mason (Eishockeyspieler, Januar 1988)
Steve Mason (* 13. Januar 1988 in Tilburg) ist ein niederländisch-kanadischer Eishockeyspieler, der zuletzt beim EHC Winterthur in der Swiss League unter Vertrag stand.

## Karriere

### Klubs
Mason, Sohn des ehemaligen niederländisch-kanadischen Eishockeyspielers und heutigen Trainers Doug Mason, wurde in Tilburg geboren, wo sein Vater zu jener Zeit für die Tilburg Trappers stürmte. Er begann seine Karriere als Eishockeyspieler in der U18-Mannschaft des Krefelder EV, als sein Vater die Iserlohn Roosters in der DEL trainierte. Nach zwei Jahren mit dem KEV in der Deutschen Nachwuchsliga zog es ihn in die kanadische Heimat seiner Eltern. Dort spielte er 2007/08 bei den Nipawin Hawks in der Saskatchewan Junior Hockey League und 2008/09 bei den Nanaimo Clippers in der British Columbia Hockey League. Anschließend ging er für vier Jahre nach Oxford in Ohio, wo er an der örtlichen Miami University studierte und für das Universitätsteam der Miami RedHawks aktiv war, mit dem er 2010 und 2013 den Meistertitel der Central Collegiate Hockey Association gewinnen konnte. 
2013 kehrte Mason nach Europa zurück und spielte ein Jahr für den EHC Olten in der zweitklassigen schweizerischen National League B. In der Saison 2014/15 stand er erstmals in seiner Geburtsstadt Tilburg für die dortigen Trappers, mit denen er auf Anhieb sowohl die niederländische Meisterschaft als auch den Pokalwettbewerb gewinnen konnte, in der Ehrendivision auf dem Eis. Im November 2015 wurde der Angreifer von den Rapperswil-Jona Lakers aus der National League B verpflichtet, wo er den langzeitverletzten Reto Schmutz ersetzen soll. 2018 gewann er mit den Lakers die inzwischen Swiss League genannte Spielklasse und den Schweizer Cup und stieg mit dem Klub in die National League auf, wozu er mit der besten Plus/Minus-Bilanz der Liga beitrug. Ende September 2019 wurde er vom EHC Winterthur nach dem verletzungsbedingten Ausfall von Luca Homberger für einen Monat als Verstärkung in der Offensive verpflichtet. Er verbrachte dann die gesamte Spielzeit in Winterthur.
In der Schweiz fällt er nicht unter das Ausländerkontingent.

### International
Für die Niederlande nahm Mason an den Spielen der Division II der U18-Junioren-Weltmeisterschaft 2005 und 2006 teil. Sein Debüt in der Herren-Nationalmannschaft gab der Center beim Division-I-Turnier der Weltmeisterschaft 2008. Während seiner Universitätszeit in den USA wurde er nicht in der Nationalmannschaft eingesetzt, so dass er erst wieder beim Division-IB-Turnier der Weltmeisterschaft 2013 für die Niederländer auf dem Eis stand. Auch 2014, 2015, 2017 und 2019 spielte er für die Niederländer in der Division I.

## Erfolge und Auszeichnungen
- 2010 Meister der Central Collegiate Hockey Association mit den Miami RedHawks
- 2013 Meister der Central Collegiate Hockey Association mit dem Miami RedHawks
- 2015 Niederländischer Meister und Pokalsieger mit den Tilburg Trappers
- 2018 Meister der Swiss League, Gewinn des Schweizer Cups und Aufstieg in die National League mit den Rapperswil-Jona Lakers
- 2018 Beste Plus/Minus-Bilanz der Swiss League